# U.S. Route 189
La U.S. Route 189 (US 189) est une US Route auxiliaire de la US 89. Elle parcourt 322 miles (518 km) depuis Provo, Utah jusqu'à Jackson, Wyoming.

## Description du tracé

### Utah
La US 189 débute au sud de Provo à la jonction avec l'I-15. Elle traverse la ville vers le nord et entre dans les montagnes au nord-est de la ville. Elle traverse le Provo Canyon et longe le Deer Creek Reservoir avant d'atteindre Heber City. Elle y rejoint la US 40 et les routes forment un multiplex jusqu'au nord de Park City. Là, la US 189 rejoint l'I-80 vers le nord-est jusqu'à l'est d'Evanston, Wyoming, en passant par Coalville et Echo.

### Wyoming
La US 189 entre au Wyoming en multiplex avec l'I-80 à l'ouest d'Evanston. Les routes se séparent à l'est de la ville et la US 189 prend la direction du nord. Elle atteint Kemmerer et se dirige vers le nord-est. Elle passe par La Barge et Daniel, où elle rencontre la US 191 et forme un multiplex avec celle-ci vers le nord-ouest. La route traverse la Forêt nationale de Bridger-Teton, passe près de Hoback où elle rencontre la US 26 / US 89 et les quatre routes se rendent jusqu'à Jackson, où la US 189 prend fin.

## Intersections majeures
Utah
 I-15 à Provo
 US 89 à Provo
 US 40 à Heber City. Les routes forment un multiplex jusqu'au nord de Park City.
 I-80 près de Park City. Les routes forment un multiplex jusqu'à l'est d'Evanston, WY.
 I-84 à Echo
Wyoming
 US 30 à Kemmerer
 US 191 près de Daniel. Les routes forment un multiplex jusqu';a Jackson.
 US 26 / US 89 près de Hoback. Les routes forment un multiplex jusqu';a Jackson.